# Franklin, Vermont
Franklin är en kommun (town) i Franklin County i delstaten Vermont, USA. Vid folkräkningen år 2000 bodde 1 268 personer på orten. Den har enligt United States Census Bureau en area på totalt 105,6 km², varav 5,5 km² är vatten. 